# Ferdinand Berthoud

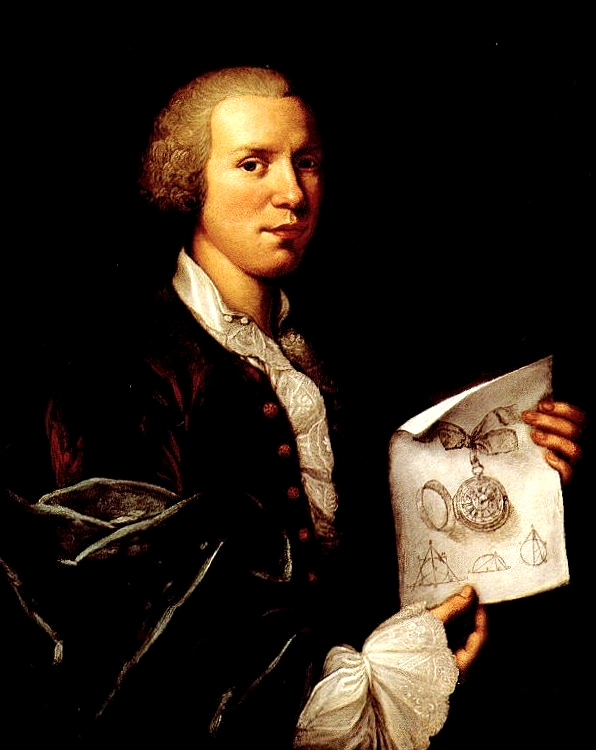
Ferdinand Berthoud

Ferdinand Berthoud (* 18. März 1727 in Plancemont bei Neuchâtel; † 20. Juni 1807 in Groslay bei Montmorency) war ein Neuenburger Uhrmacher des 18. Jahrhunderts, der zahlreiche Schriften zur Uhrmacherei veröffentlichte. Sein Hauptverdienst lag in der Entwicklung eines besonders robusten Marinechronometers.

## Leben

Geburtshaus von Ferdinand Berthoud, Fotografie von M.T. Chopard

Im Jahr 1745 ging er nach Paris, wo er vor allem mit Julien Le Roy zusammenarbeitete. Er entwickelte und baute Uhren, Taschenuhren und Chronometer, deren Zeitgenauigkeit und Präzision er perfektionierte. Hervorzuheben sind hierbei seine Verbesserungen der Schwingungsergebnisse der Spiralunruh und des Chronometerganges. U.a. wurde Berthoud deswegen auch zum Hoflieferanten Königs Ludwig XV. und dessen Enkel und Nachfolger Ludwig XVI. bestellt. 1795 wurde er zum Mitglied der Académie des sciences gewählt.
1807, im Alter von 80 Jahren, starb Ferdinand Berthoud in Groslay bei Montmorency (Val-d’Oise) in der Nähe von Paris.

## Werke (Auszug)
- L’Art de conduire et de règler les Pendules et les Montres, Haye, 1761.
- L’essai sur l’horlogerie, 2 Bände, 1763.
- Les Longitudes par la mesure du temps, Paris, 1775.
- Traité des horloges marines, Paris, 1802.
- Histoire de la mesure du temps, Paris, 1802.
- L’art de conduire et de régler les pendules et les montres, 1805.
- L’art de conduire et de régler les pendules et les montres. 5. édition. Bachelier, Paris 1828. Digitalisat
- Kunst, die Pendel- und Taschenuhren zu behandeln. Mit 5 Tafelabb. Basse, Quedlinburg 1838. Digitalisat